# Stewartsville (New Jersey)
Stewartsville – jednostka osadnicza w Stanach Zjednoczonych, w stanie New Jersey, w hrabstwie Warren.